# 小行星8604
小行星8604（英語：8604 Vanier）是一颗围绕太阳公转的小行星。1929年8月12日，C. J. Krieger在汉密尔顿山发现了此天体。
这颗小行星的绝对星等为226.62939等。